# Гетнет Вале
Гетнет Вале Баябл (англ. Getnet Wale Bayabl, нар. 16 липня 2000) — ефіопський легкоатлет, який спеціалізується у бігу з перешкодами.
За підсумками змагань Діамантової ліги-2019 переміг у загальному заліку з бігу на 3000 метрів з перешкодами.
За підсумками змагань Світового туру в приміщенні-2020 переміг у загальному заліку з бігу на 3000 метрів.